# Lepidoperca coatsii
Lepidoperca coatsii är en fiskart som först beskrevs av Regan, 1913.  Lepidoperca coatsii ingår i släktet Lepidoperca och familjen havsabborrfiskar. Inga underarter finns listade i Catalogue of Life.